# Maswasi
Maswasi è una suddivisione dell'India, classificata come nagar panchayat, di 15.207 abitanti, situata nel distretto di Rampur, nello stato federato dell'Uttar Pradesh.